# The Last Frontier
The Last Frontier (bra: O Tirano da Fronteira) é um filme estadunidense de 1955, um western dirigido por Anthony Mann. Com roteiro de Philyp Yordan e Russell S. Hughes do romance de Richard Emery Roberts, foi filmado em Widescreen. Na televisão americana, o título foi mudado para Savage Wilderness.

## Elenco
- Victor Mature...Jed Cooper
- Guy Madison...capitão Glenn Riordan
- Robert Preston...coronel Frank Marston
- James Whitmore...Gus
- Anne Bancroft...Corinna Marston
- Russell Collins...capitão Bill Clarke
- Peter Whitney...sargento Major Decker
- Pat Hogan...Mungo

## Sinopse
O caçador Jed Cooper e seus dois grandes amigos Gus e Mungo ficam sem suas peles e pertences quando índios liderados por Nuvem Vermelha, antes amigos, se tornaram belicosos em reação às construções de fortes militares americanos em seu território (Oregon). O trio vai até o forte chefiado pelo capitão Riordan em busca de reparação e acabam sendo contratados como batedores. Jed conhece no forte Corinna Marston, esposa do coronel Frank Marston que se encontra desaparecido, e se apaixona por ela.
O coronel Marston retorna e se revela um militar ambicioso, disposto a recuperar sua reputação após fracasso na batalha de Shiloh, quando foi responsável pela morte de mil e quinhentos homens. Ele quer atacar os índios mesmo sendo avisado que no forte estão apenas recrutas sem treinamento. Jed não se importa com o coronel e até deseja a morte dele mas acaba ajudando-o para salvar os amigos e não contrariar Corinna.